# Saison 1 de Legion
Chronologie
Saison 2
Cet article présente le guide des huit épisodes de la première saison de la série télévisée américaine Legion.

## Généralités
- Aux États-Unis, la saison a été diffusée du 8 février 2017 au 29 mars 2017 sur FX.
- Au Canada, elle a été diffusée en simultané sur FX Canada.

## Distribution

### Acteurs principaux
- Dan Stevens (VF : Damien Witecka) : David Haller
- Rachel Keller (VF : Ana Piévic) : Sydney « Syd » Barrett
- Aubrey Plaza (VF : Alice Taurand) : Lenny Busker
- Bill Irwin (VF : Bertrand Liebert) : Cary Loudermilk
- Jeremie Harris (VF : Antoine Fleury) : Ptonomy Wallace
- Amber Midthunder (VF : Aurélie Konaté) : Kerry Loudermilk
- Katie Aselton (VF : Christèle Billault) : Amy Haller
- Jean Smart (VF : Martine Irzenski) : Melanie Bird

### Acteurs récurrents
- Luke Roessler (VF : Marie Nonnenmacher) : David, 6-8 ans
- Ellie Ariaza (VF : Marie Nonnenmacher) : Philly
- Jemaine Clement (VF : Lionel Tua) : Oliver Bird
- Brad Mann : Rudy
- Kirby Morrow : Benny
- Hamish Linklater (VF : Frédéric Popovic) : Clark
- David Ferry (VF : Patrick Raynal) : Dr Dennis Kissinger
- David Selby (VF : Jean Barney) : Brubaker
- Mackenzie Gray : Walter / L'Œil
- Quinton Boisclair : Shadow King / Amahl Farouk / Le Démon aux yeux jaunes
- Scott Lawrence (VF : Franck Gourlat) : Dr Poole
- Tatyana Forrest (VF : Marie-Eve Dufresne) : la mère de David
- Dario Giordani : le père de David

## Épisodes

### Épisode 1: Chapitre 1 (Chapter 1)
- États-Unis /  Canada : 8 février 2017 sur FX[1] / FX Canada
- Belgique : 2 mars 2017 sur Be Séries
- France : 25 avril 2017 sur OCS Max
- Québec : 8 novembre 2017 sur Max[2]

- États-Unis : 1,69 million de téléspectateurs[3] (première diffusion)

- Hamish Linklater (L'Homme qui interroge)
- David Selby (Brubaker)
- David Ferry (Docteur Kissinger)
- Ellie Araiza (Philly)
- Matt Hamilton (Ben)
- Brad Mann (Rudy)
- Quinton Boisclair (Le démon aux yeux jaunes)
- Mackenzie Gray (L'Œil)

### Épisode 2: Chapitre 2 (Chapter 2)
- États-Unis /  Canada : 15 février 2017 sur FX / FX Canada
- Belgique : 9 mars 2017 sur Be Séries
- France : 25 avril 2017 sur OCS Max
- Québec : 15 novembre 2017 sur Max

- États-Unis : 1,13 million de téléspectateurs[4] (première diffusion)

- Scott Lawrence (Docteur Poole)
- Mackenzie Gray (L'Œil)
- Eddie Jemison (Le grec)
- Camille Mitchell (Docteur Bates)
- Quinton Boisclair (Le démon aux yeux jaunes)
- Ellie Araiza (Philly)

### Épisode 3: Chapitre 3 (Chapter 3)
- États-Unis /  Canada : 22 février 2017 sur FX / FX Canada
- Belgique : 16 mars 2017 sur Be Séries
- France : 2 mai 2017 sur OCS Max
- Québec : 22 novembre 2017 sur Max

- États-Unis : 1,04 million de téléspectateurs[5] (première diffusion)

- Scott Lawrence (Docteur Poole)
- David Selby (Brubaker)
- Mackenzie Gray (L'Œil)
- Quinton Boisclair (Le démon aux yeux jaunes)
- Ellie Araiza (Philly)
- Eddie Jemison (Le grec)

### Épisode 4: Chapitre 4 (Chapter 4)
- États-Unis /  Canada : 1er mars 2017 sur FX / FX Canada
- Belgique : 23 mars 2017 sur Be Séries
- France : 2 mai 2017 sur OCS Max
- Québec : 29 novembre 2017 sur Max

- États-Unis : 750 000 téléspectateurs[6] (première diffusion)

- Nicky Lee Evans (Cary à 8 ans)
- Scott Lawrence (Docteur Poole)

### Épisode 5: Chapitre 5 (Chapter 5)
- États-Unis /  Canada : 8 mars 2017 sur FX / FX Canada
- Belgique : 30 mars 2017 sur Be Séries
- France : 9 mai 2017 sur OCS Max
- Québec : 6 décembre 2017 sur Max

- États-Unis : 800 000 téléspectateurs[7] (première diffusion)

### Épisode 6: Chapitre 6 (Chapter 6)
- États-Unis /  Canada : 15 mars 2017 sur FX / FX Canada
- Belgique : 6 avril 2017 sur Be Séries
- France : 9 mai 2017 sur OCS Max
- Québec : 13 décembre 2017 sur Max

- États-Unis : 730 000 téléspectateurs[8] (première diffusion)

### Épisode 7: Chapitre 7 (Chapter 7)
- États-Unis /  Canada : 22 mars 2017 sur FX / FX Canada
- Belgique : 13 avril 2017 sur Be Séries
- France : 16 mai 2017 sur OCS Max
- Québec : 20 décembre 2017 sur Max

- États-Unis : 720 000 téléspectateurs[9] (première diffusion)

### Épisode 8: Chapitre 8 (Chapter 8)
- États-Unis /  Canada : 29 mars 2017 sur FX / FX Canada
- Belgique : 20 avril 2017 sur Be Séries
- France : 16 mai 2017 sur OCS Max
- Québec : 27 novembre 2017 sur Max

- États-Unis : 812 000 téléspectateurs[10] (première diffusion)